# NGC 3215
NGC 3215 (другие обозначения — UGC 5659, ARP 181, MCG 13-8-22, VV 319, ZWG 351.24, KCPG 237B, ZWG 350.55, PGC 30840) — спиральная галактика (морфологический тип Sbc) в созвездии Дракона. Открыта Уильямом Гершелем 26 сентября 1802 года.
Этот объект входит в число перечисленных в оригинальной редакции «Нового общего каталога».
Составляет с NGC 3212 взаимодействующую пару под названием Apr 181. Почти весь нейтральный водород смещён за пределы оптических дисков галактик из-за взаимодействия.